# Borotín (Blanskói járás)
Borotín település Csehországban, a Blanskói járásban. Borotín Cetkovice, Velké Opatovice és Vanovice településekkel határos. Lakosainak száma 422 fő (2024. január 1.).

## Népesség
A település lakosságának változását az alábbi diagram mutatja:
| Lakosok száma | 720  | 752  | 793  | 547  | 623  | 438  | 406  | 415  | 428  | 422  |
|               | 1869 | 1890 | 1921 | 1950 | 1980 | 2001 | 2017 | 2019 | 2022 | 2024 |